# Triparsamide
La triparsamide è un arsenicale organico appartenente alla categoria degli acidi arsonici pentavalenti (R•C6H4AsO3H2). Gli arsenicali organici costituiscono un gruppo importante di farmaci antispirochetici e antiprotozoici. Il principale svantaggio del loro utilizzo in terapia è il basso margine di sicurezza, infatti nel trattamento di un certo numero di patologie, gli antibiotici hanno rimpiazzato gli arsenicali organici, che attualmente non vengono utilizzati né in medicina né per trattamenti farmacologici.

## Storia
Questo farmaco venne ottenuto nel 1919 dall'arsenilato di sodio grazie alle ricerche di Jacobs e Heidelberg. Gli studi sull'attività biologica vennero compiuti nel medesimo anno da parte di Brown e Pearce, e le prime sperimentazioni cliniche avvennero nel 1923 ad opera di Lorenz e Loevenhart (l'interesse dei due era orientato nei confronti della chemioterapia della neurolue).

## Chimica
La Triparsamide è l'N-carbamil-metil-p-aminobenzenarsonato di sodio. Essa si presenta come una polvere bianca, cristallina e stabile. Il contenuto di arsenico pentavalente è pari al 25%. Un grammo di tale composto attivo è in grado di sciogliersi in circa 2 mL di acqua. La soluzione 1:20 presenta reazione neutra alla cartina tornasole e non viene ossidata all'aria né in fiala né in soluzione.

## Meccanismo d'azione
Tutti gli arsenicali organici od inorganici, pentavalenti o trivalenti, esercitano il loro effetto reagendo con i gruppi sulfidrilici (-SH) cellulari. Di conseguenza i sistemi enzimatici sulfidrilici necessari al metabolismo cellulare vengono inibiti.

## Usi pregressi
L'applicazione principale della Triparsamide consisteva nel trattamento della tripanosomiasi africana, o malattia del sonno. Il derivato arsenicale trovava impiego sia nei casi precoci, che in quelli avanzati, ma lo svantaggio principale che presentava era la compromissione della vista.
Un ciclo di Triparsamide consisteva di solito in dodici iniezioni settimanali, che eventualmente potevano essere ripetute. Ancor prima del suo utilizzo nel trattamento della malattia del sonno africana, questo derivato arsenicale organico venne spesso utilizzato nel trattamento farmacologico della sifilide tardiva del sistema nervoso centrale, fino a quando non si preferì la penicillina.

## Preparazione, somministrazione e dosaggio
Dopo aver deciso la dose di Triparsamide, essa veniva sciolta in 10-20 mL di acqua distillata sterile, e quindi iniettata per via endovenosa. Qualora il paziente avesse presentato vene inaccessibili, il derivato arsenicale poteva essere iniettato per via intramuscolare dopo essere stato disciolto, questa volta, in 3 mL di acqua.
Per quanto riguarda la dose singola, media per l'uomo adulto, essa consisteva in 1-3 g: questa costituiva infatti la dose che veniva di solito impiegata oltre che essere la massima quantità somministrabile. Un intero ciclo completo consisteva nella somministrazione di 12 o più dosi settimanali, ma nel caso della neurosifilide si è riscontrato una somministrazione fino a cento iniezioni settimanali consecutive.

## Tossicità
A confronto degli altri derivati arsenicali ad utilizzo farmacologico, la Triparsamide non presentava alcune delle reazioni gravi prodotte dalle arsfenamine, ma ciò nonostante potevano verificarsi delle reazioni tossiche comunque gravi. L'utilizzo farmacologico di tale composto poteva causare danni al fegato, che, anche se modesti, potevano aggravarsi, rischiando di mettere a repentaglio la vita del paziente in terapia.
Per la Triparsamide si conoscono casi di dermatite, disturbi gastrointestinali, reazione di Jarisch-Herxheimer, gravi crisi nitritoidi e reazioni allergiche, oltre che un caso di necrosi surrenale bilaterale. Le reazioni tossiche si verificavano con una frequenza pari o addirittura superiore al 15%. Per fronteggiare ciò era previsto l'utilizzo di dimercaprolo (BAL – British anti-lewisite): la somministrazione di BAL aumenta infatti in maniera rilevante l'escrezione urinaria di arsenico in modo tale che, il tioarsenato, che si forma dalla reazione tra il BAL e l'arsenico, venga rimosso dai recettori tissutali, e venga rapidamente espulso dal rene.
Il principale pericolo nell'utilizzo della Triparsamide consisteva nelle alterazioni della vista, che erano frequenti: Woods e Moore riportarono nel 1924 un'incidenza maggiore del 15%, ma nel 1936 Sloan e Woods raccolsero in una rassegna della letteratura 71 casi di reazioni obiettive (3-4%) su un totale di 2087 pazienti ai quali fu somministrato il derivato arsenicale. Pressoché il 10% dei soggetti che ricevevano Triparsamide erano soggetti a modificazioni visive, consistenti in "scintillii" o "abbagliamenti", che potevano persistere per giorni o settimane.
In circa un terzo dei casi era anche riscontrabile una riduzione concentrica del campo visivo, che poteva portare alla cecità se il trattamento farmacologico non veniva interrotto per tempo. In alcuni casi la cecità poteva sopraggiungere bruscamente, specialmente se nel paziente sotto trattamento era già presente una lesione ottica anteriore. Nel caso che gli effetti collaterali non si fossero verificati entro il periodo delle prime 12 iniezioni, l'incidenza di questi ultimi era molto minore. La compromissione dell'acuità visiva centrale regrediva dopo la cessazione repentina e permanente della terapia: questo non si verificava invece per l'insufficienza periferica, che persisteva.